# Erlöserkloster
Erlöserkloster ist aktueller oder historischer Name:
- Kloster Sopot „Heiliger Erlöser”
- Reichsabtei Kornelimünster
- Erlöserkloster (Moskau)
- Monasterio del Salvador, Santa Cruz de la Serós
- Erlöserkloster s. Abtei vom Berg Tabor